# Elmo attico
L'elmo attico era un tipo di elmo che ebbe origine nell'Antica Grecia e che fu ampiamente usato in Italia e nel mondo ellenistico fino all'Impero Romano avanzato. Simile all'elmo calcidico, se ne differenziava per l'assenza di paranaso.
Sebbene in Grecia non fosse diffuso come gli elmi corinzio e frigio, l'elmo attico divenne molto popolare in Italia, dove sono stati ritrovati la maggior parte degli esempi.

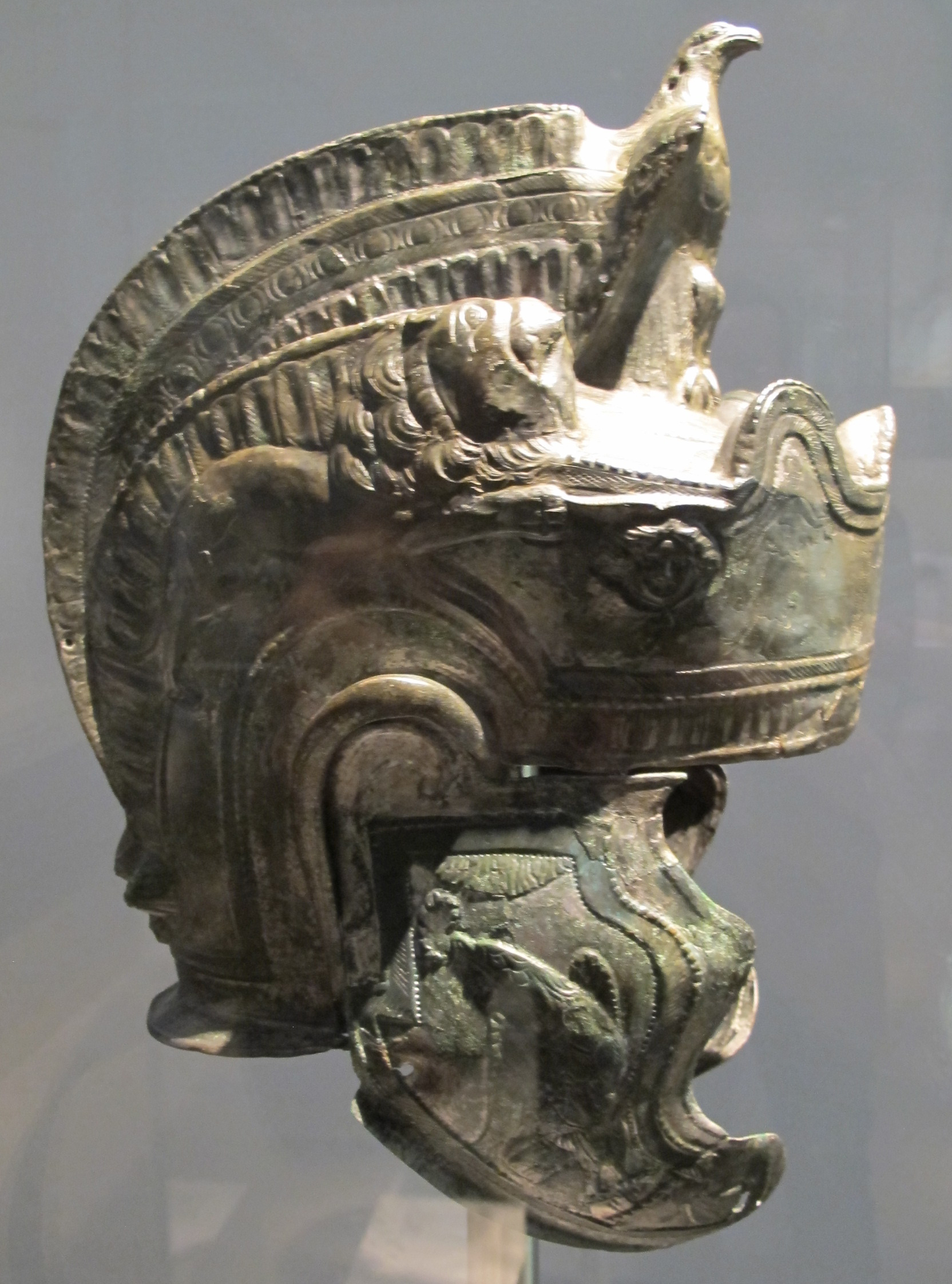
Elmo attico Theilenhofen (II - III secolo d.C.).

Dal punto di vista artistico sopravvisse ampiamente ai propri contemporanei, essendo raffigurato per dare un aspetto arcaico a generali, imperatori e membri della Guardia pretoriana per tutta l'epoca ellenistica e imperiale. Per tale motivo è divenuto parte della figura dell'ufficiale romano nella cultura popolare, a partire dal Rinascimento e fino alle prime produzioni di Hollywood, sebbene fosse in realtà raramente usato.